# YPbPr

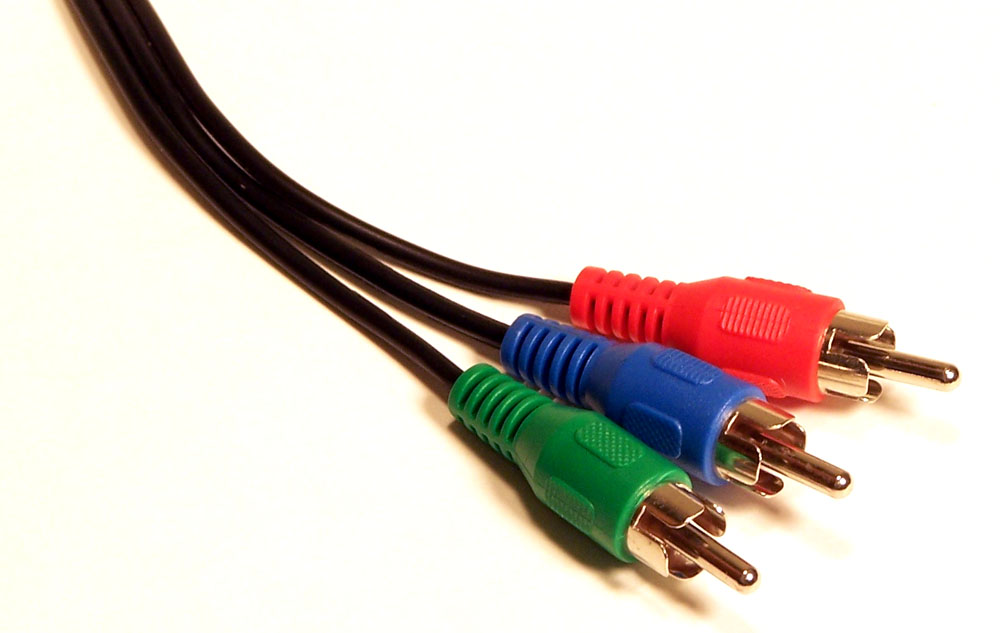
YPbPr és el senyal de vídeo analògic transmès pel cable de vídeo mostrat a la imatge. Pel cable verd es transmet el component Y, pel blau el component Pb i pel vermell el component Pr.

YPbPr (també trobat com a "Y/Pb/Pr", "YPrPb", "PrPbY", "B-Y R-Y Y" o "PbPrY") és l'acrònim que designa els components de l'espai de color RGB emprats en el tractament del senyal de vídeo; en particular, referits als cables components de vídeo. YPbPr és la versió de senyal analògic de l'espai de color YCbCr; ambdues són numèricament equivalents, però mentre YPbPr s'utilitza en electrònica analògica, YCbCr està pensada per a vídeo digital. Per tal de fer més planera la seva pronúncia, se sol al·ludir al terme YPbPr com a "Yipper" cables.
YPbPr s'obté a partir del senyal de vídeo RGB, que es divideix en tres components: Y, Pb y Pr:
- Y transporta la informació de luminància (brillantor).
- Pb transporta la diferència entre el component blau i el de luminància (B - Y).
- Pr transporta la diferència entre el component vermell i el de luminància (R - Y).